# Anne van Olst
Anne van Olst, née le 25 mars 1962 à Aalborg, est une cavalière de dressage danoise.
Elle dispute les Jeux olympiques d'été de 1988, 1992, 2000, 2008 et 2012, remportant en 2008 une médaille de bronze en dressage par équipe.